# Терны (Донецкая область)
Терны́ (укр. Терни) — село в Краматорском районе Донецкой области Украины. Население на 2024 год составляет 16 человека.

## Известные люди
- Лях Виталий Васильевич (1942—?) — доктор философских наук, профессор.
- Бордюгов Андрей Алексеевич (1922—2003) — советский летчик, участник Великой Отечественной войны, Герой Советского Союза (1945).